# Anne Morrow Lindbergh

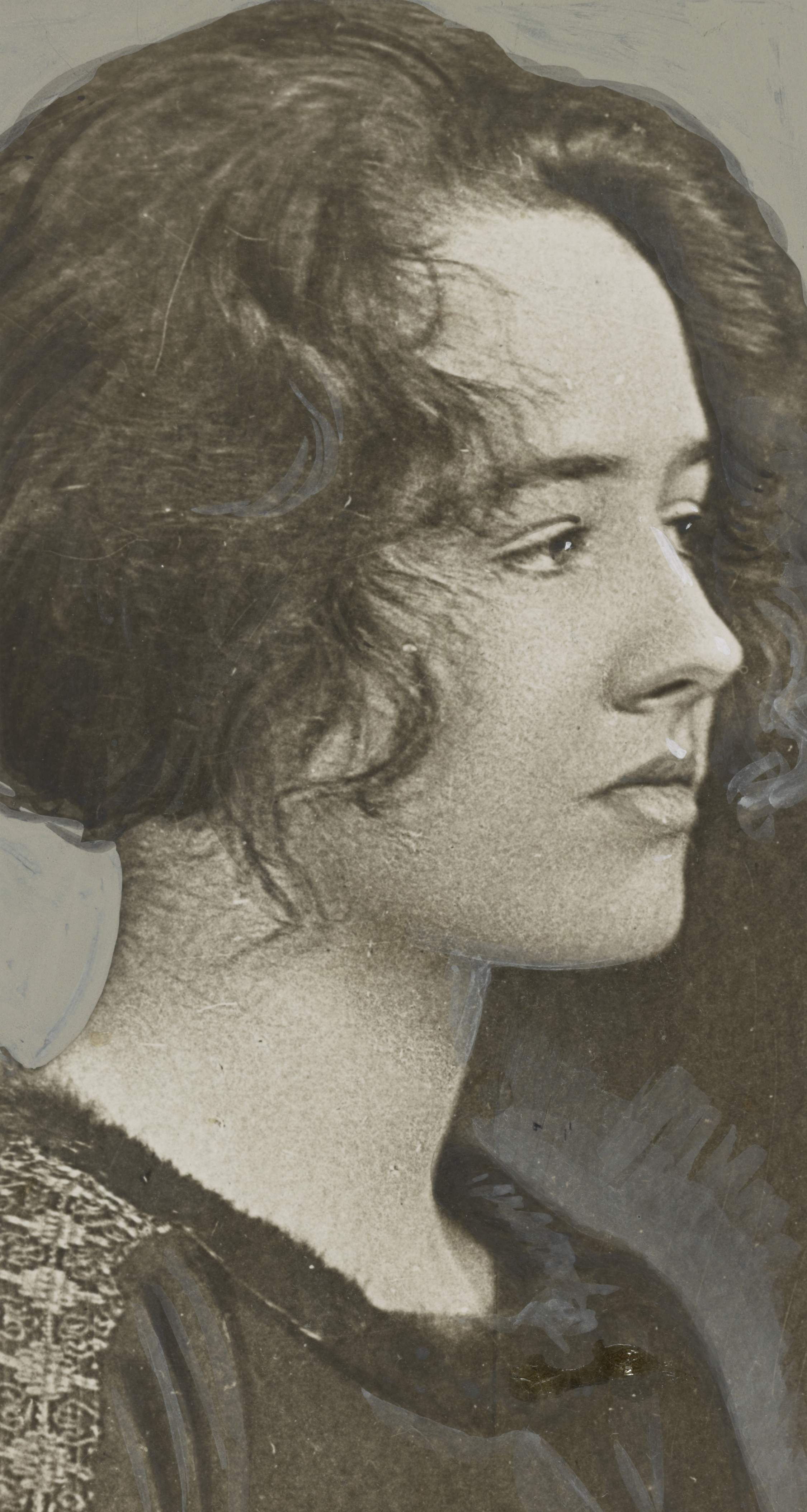
Anne Morrow Lindbergh, 1929

Anne Morrow Lindbergh (* 22. Juni 1906 in Englewood, New Jersey als Anne Spencer Morrow; † 7. Februar 2001 in Passumpsic, Vermont) war die Ehefrau, Kopilotin und Navigatorin von Charles A. Lindbergh sowie Schriftstellerin. Sie ist die meistgeehrte Flugpionierin.

## Leben
Anne Morrow war das zweite von vier Kindern des US-amerikanischen Senators Dwight Whitney Morrow (1873–1931) und der Dichterin und Frauenrechtlerin Elizabeth Reeve Cutter (1873–1955).
1928 machte sie ihren Abschluss als Bachelor of Arts. Am 27. Mai 1929 heiratete sie Charles Lindbergh. Aus der Ehe gingen sechs Kinder hervor:
- Charles Augustus Lindbergh III. (22. Juni 1930 bis 1. März 1932)
- Jon Morrow Lindbergh (1932–2021)
- Land Morrow Lindbergh (* 1937)
- Anne Spencer Lindbergh (1940–1993)
- Scott Lindbergh (* 1942)
- Reeve Lindbergh (* 1945)

Obwohl Anne Morrow Lindbergh 1929 ihren ersten Alleinflug absolvierte und 1930 ihren Flugschein erwarb (sie war die erste US-Amerikanerin mit einem Segelflugschein), war sie normalerweise die Kopilotin ihres Mannes sowie Navigatorin und Funkerin bei seinen historischen Forschungsflügen. 1931 flogen sie gemeinsam in einem einmotorigen Flugzeug die noch weitgehend unbekannte „Great Circle Route“ von Kanada über Alaska nach Japan und China. Diese beschwerliche Reise beschrieb Anne Morrow Lindbergh in ihrem ersten Buch North to the Orient.
1932 erschütterte das Drama um die Entführung und Ermordung seines Babys Charles das Paar und die amerikanische Öffentlichkeit.
1933 bewältigten Charles und Anne Lindbergh als erste die Nordatlantik- und die Südatlantikroute (Listen! The Wind). Die National Geographic Society ehrte sie 1934 als erste Frau mit der Hubbard-Goldmedaille für ihre Forschungsflüge auf allen fünf Kontinenten.
Lindbergh veröffentlichte insgesamt 13 Bücher, darunter der 1955 erschienene Lebensratgeber und Bestseller Gift from the sea (Muscheln in meiner Hand), der eine Gesamtauflage von über eine Million Exemplaren erzielte. Die Autorin und Flugpionierin wurde von fünf Universitäten mit Ehrengraden ausgezeichnet. 1993 erhielt sie den Aerospace Explorer Award für ihr Lebenswerk.
Am 7. Februar 2001 starb sie im Schlaf in ihrem Haus in Passumpsic, Vermont.

## Leistungen
- 1930: Anne Morrow Lindbergh macht als erste US-Amerikanerin ihren Flugschein.
- 1930: Als Navigatorin von Charles Lindbergh bricht sie mit ihm den Rekord im Transkontinentalflug (Los Angeles nach New York).
- 1931: Als erste Frau bekommt sie die Lizenz als Privatpilot.
- 1931: Als erste Frau fliegt sie die „Great Circle Route“ von Kanada nach China (gemeinsam mit ihrem Mann).
- 1933: Erforschung der Nordatlantik-Flugroute (gemeinsam mit ihrem Mann).

## Ehrungen

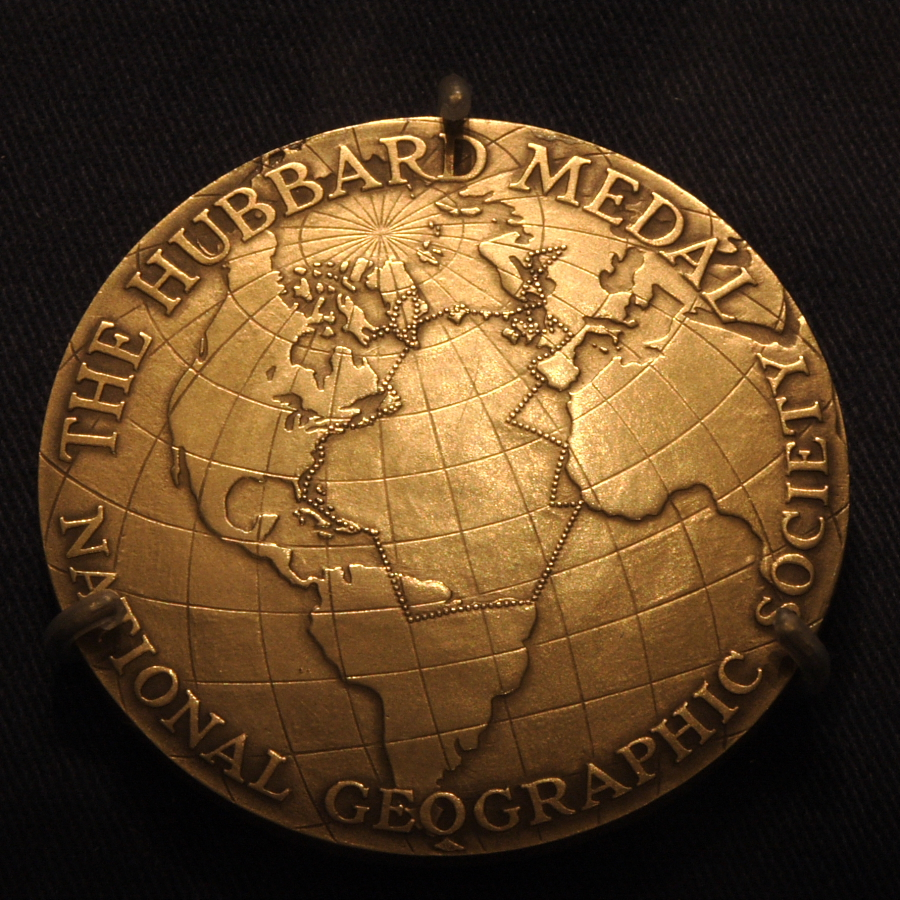
Die Hubbard-Goldmedaille für
Anne Morrow Lindbergh (1934)

- 1933: Ehrenkreuz der U.S. Flag Association für ihren Anteil an der Erforschung der Flugrouten über den Atlantik
- 1934: Hubbard-Goldmedaille der National Geographic Society für ihren Anteil an der Erforschung der Flugrouten auf allen fünf Kontinenten
- 1993: Aerospace Explorer Award für ihr Lebenswerk
- 1935: Ehren Masters Degree vom Smith College
- 1939: Ehrendoktorate des Amherst College und der University of Rochester
- 1970: Ehrendoktorat für ihre Bücher vom Smith College
- 1979: Aufnahme in die National Aviation Hall of Fame
- 1985: Ehrendoktorat des Gustavus Adolphus College
- 1993: Aerospace Explorer Award von der Vereinigung Women in Aerospace
- 1996: Aufnahme in die National Women’s Hall of Fame
- 1999: Aufnahme in die International Women in Aviation Pioneer Hall of Fame

## Werke
- 1935: North to the Orient.
  - Ich fliege mit meinem Mann. Dt. von Marlys und Huberth E. Herlitschka. Tal Verlag, Leipzig/Wien 1937.
- 1938: Listen! The Wind
  - Horch, der Wind. Dt. von Karl Eugen Brunner. Orell Füssli Verlag, Zürich/Leipzig 1939.
- 1940: The Wave of the Future: A Confession of Faith.
- 1944: The Steep Ascent.
  - Die Gefährtin: Ein Erlebnis. Dt. von Dorothea von Richthofen. Wunderlich Verlag, Tübingen/Stuttgart 1951.
- 1955: Gift from the Sea.
  - Muscheln in meiner Hand: Eine Antwort auf die Konflikte unseres Daseins. Dt. von Maria Wolff und Peter Stadelmayer. Piper, München 1955.
- 1956: The Unicorn and Other Poems from 1935–1955.
  - Trage mich über die Flut: Gedichte. Dt. von Annemarie von Puttkamer. Piper, München 1957.
- 1962: Dearly Beloved.
  - Die Hochzeit. Dt. von Maria Wolff. Piper, München 1962.
- 1969: Earth Shine.
  - Die Erde leuchtet. Dt. von Doris und Renate Schmidt. Piper, München 1970.
- 1971: Bring Me a Unicorn: Diaries and Letters of Anne Morrow Lindbergh, 1922–1928.
  - Bring mir das Einhorn: Jahre meiner Jugend. Dt. von Anjuta Aigner-Dünnwald und Elisabeth Piper. Piper, München 1972, ISBN 3-492-01958-7.
- 1973: Hour of Gold, Hour of Lead: Diaries and Letters of Anne Morrow Lindbergh, 1929–1932
  - Stunden von Gold, Stunden von Blei: Jahre der Prüfung. Dt. von Elisabeth Piper. Piper, München 1973, ISBN 3-492-02017-8.
- 1974: Locked Rooms and Open Doors: Diaries and Letters of Anne Morrow Lindbergh, 1932–1935.
  - Verschlossene Räume, offene Türen: Jahre der Besinnung. Dt. von Elisabeth Piper. Piper, München 1975, ISBN 3-492-02135-2.
- 1976: The Flower and the Nettle: Diaries and Letters of Anne Morrow Lindbergh, 1936–1939.
  - Blume und Nessel: Jahre in Europa. Dt. von Elisabeth Piper. Piper, München 1984, ISBN 3-492-02665-6.
- 1980: War Within and Without: Diaries and Letters of Anne Morrow Lindbergh, 1939–1944. (Pulitzer-Preis)
  - Welt ohne Frieden: Tagebücher und Briefe 1939-1944. Dt. von Elisabeth Piper. Piper, München/Zürich 1986, ISBN 3-492-02746-6.